# 国政参加選挙
国政参加選挙（こくせいさんかせんきょ）は、琉球政府時代の沖縄において、日本国の衆議院・参議院の議員を選出するために1970年11月15日に行われた選挙である。1971年に調印された沖縄返還協定の批准のために国会に特別委員会が設置され、選出された議員は協定批准の審議に参加した。

## 要項
沖縄住民の国政参加特別措置法にもとづき、1970年11月15日に実施された。衆参両院ともに全県1区で、衆議院の定数は5、参議院の定数は2（1名の任期は1974年7月7日まで、もう1名の任期は1971年7月3日まで）とされた。
「沖縄解放」をかかげる新左翼諸党派はこの選挙をボイコットした。中核派や革マル派の学生も、それぞれ投票のボイコットを呼びかける集会を各地で行った。立法院の前では日の丸が焼かれ、投票所の前では投票入場券に火をつけるパフォーマンスが行われた。

## 当選者

### 衆議院
任期は1973年12月26日まで（実際には1972年11月13日に衆議院が解散）
- 西銘順治（自由民主党）
- 瀬長亀次郎（沖縄人民党）
- 上原康助（日本社会党）
- 國場幸昌（自由民主党）
- 安里積千代（沖縄社会大衆党）

### 参議院
- 喜屋武眞榮（革新統一候補）（任期は1974年7月7日まで）
- 稲嶺一郎（自由民主党）（任期は1971年7月3日まで）